# Harpagoxenus zaisanicus
Harpagoxenus zaisanicus är en myrart som beskrevs av Bohdan Pisarski 1963. Harpagoxenus zaisanicus ingår i släktet Harpagoxenus och familjen myror. Inga underarter finns listade i Catalogue of Life.